# Jean-Charles Roman d’Amat
Jean-Charles Roman d’Amat (* 12. Mai 1887 in Picomtal; † 29. März 1976 in Versailles) war ein französischer Archivar und Paläograf. Er war ein Sohn des Historikers Joseph Roman (1840–1924). Als Absolvent der École nationale des chartes und Mitarbeiter der Bibliothèque nationale de France war er ab dem ersten Band (1932) einer der Herausgeber des Dictionnaire de biographie française.

## Werke
- M. Prévost, Roman d’Amat und H. Thibout de Morembert: Dictionnaire de biographie française. 1932ff.
- Histoire de la ville de Gap. 1965